# Depreissia
Genre
Depreissia est un genre d'araignées aranéomorphes de la famille des Salticidae.

## Distribution
Les espèces de ce genre se rencontrent au Congo-Kinshasa et en Malaisie au Sabah,.

## Liste des espèces
Selon World Spider Catalog (version 18.0, 29/03/2017) :
- Depreissia decipiens Deeleman-Reinhold & Floren, 2003
- Depreissia myrmex Lessert, 1942

## Publication originale
- Lessert, 1942 : Araignées myrmécomorphes du Congo belge. Revue suisse de zoologie, vol. 49, no 2, p. 7-13 (texte intégral).